# Craugastor tabasarae
Craugastor tabasarae (Syn.: Eleutherodactylus tabasarae) ist eine nur in Panama beheimatete Froschart, die in prämontanen Wäldern in Höhen von 600 bis 910 m zu finden ist. Sie ist durch die Verbreitung des Chytridpilzes, wie auch durch Habitatverlust bedroht. Von der International Union for Conservation of Nature and Natural Resources (IUCN) wird die Art als vom Aussterben bedroht (Critically Endangered, CR) eingestuft, bei El Copé ist Craugastor tabasarae möglicherweise bereits ausgestorben.

## Merkmale von Holotyp und Paratypen
Die Körperlänge der adulten Männchen beträgt 29–33,7 mm, die der adulten Weibchen 48,5–54,2 mm. Die Lebendfärbung der Oberseite ist kakaobraun, der körnig strukturierte, mit vielen Tuberkeln und/oder kurzen Leisten besetzte Rücken zeigt mittelgroße braune, gelb durchsetzte Flecken mit roten Sprenkeln und grünen Flächen. Die Leistenregion ist goldgelb bis orange mit dunkelbraunen Flecken. Kinn, Brust und der körnig strukturierte Bauch sind cremegelb, die ventrale Seite der Gliedmaßen kräftig gelb mit braunen Flecken. Die Finger und Zehen weisen basal Schwimmhäute auf, die Scheiben der Zehen sind kleiner als die Scheiben der Finger.
Das bei den Männchen runde, bei den Weibchen eiförmige Tympanum ist  individuell kräftig gefärbt. Die Oberseite des Kopfes ist ebenfalls körnig, die Schnauze zum Rücken hin gerundet und im Profil zugespitzt. Der obere Teil der Iris ist silberbraun, die untere Hälfte dunkelbraun bis schwarz.

## Verbreitung und Lebensraum
Craugastor tabasarae ist in den tropischen, prämontanen Regenwaldzonen des Serranía de Tabasará Gebirgszugs oberhalb von El Cope in der Provinz Coclé im Nationalpark Omar Torrijos in Höhen von 600–800 m, in den Bergen des zentralen Ostens um den Cerro Bruja Gipfel in der Provinz Colón in Höhen von 730–800 m und in der Serranía Piedras-Pacora im Nationalpark Chagres in der Provinz Panamá in Höhen um 910 m zu finden.

## Systematik und Taxonomie
Zur Zeit der Erstbeschreibung von Craugastor tabasarae war die Systematik der „Südfrösche“ (Leptodactylidae im weiteren Sinn) im Umbruch. Der neu entdeckte Frosch wurde zuerst in die Gattung Eleutherodactylus und damit in die Familie Eleutherodactylidae gestellt. Craugastor galt damals als Untergattung der sehr artenreichen Gattung Eleutherodactylus für die mittelamerikanischen Arten. 2008 wurde die Familie Craugastoridae aufgestellt.